# Cupa României la handbal feminin 2015-2016
Cupa României la handbal feminin 2015-2016 a fost a 31-a ediție a competiției de handbal feminin românesc organizată de Federația Română de Handbal (FRH) cu începere din 1978. Datele de desfășurare ale ediției 2015-2016 a Cupei au fost precizate printr-un comunicat publicat pe 29 octombrie 2015, iar locurile de desfășurare au fost comunicate ulterior de către FRH. Câștigătoarea trofeului a fost CSM București, care a învins în finală pe HCM Roman cu scorul de 32-24. A fost primul trofeu de acest gen obținut de clubul bucureștean în istoria sa.

## Echipe participante
În octombrie 2015, FRH a anunțat că la ediția 2015-2016 a Cupei României vor participa toate echipele din Liga Națională 2015-2016, plus echipele clasate pe primul loc în cele 2 serii ale Diviziei A. Acestea au fost CSU Danubius Galați, câștigătoare a Seriei A, și CSM Bistrița, câștigătoare a Seriei B.

## Sistem
Competiția s-a desfășurat cu optimi de finală, sferturi de finală și un turneu final de tip Final Four. Orașul care a găzduit formatul final cu 4 echipe a fost Cluj-Napoca.

## Partide

### Optimile de finală
Optimile de finală s-au desfășurat pe 27 aprilie 2016. Tragerea la sorți pentru stabilirea meciurilor din cadrul optimilor de finală a avut loc pe 10 noiembrie 2015, la RIN Grand Hotel, cu ocazia Adunării Generale a FRH. Echipele au tras la sorți numerele de la 1 la 16, iar partidele s-au jucat după cum urmează: între numerele 1–16, 2–15, 3–14, 4–13, 5–12, 6–11, 7–10 și 8–9. Echipele care au extras numerele de la 1-8 au fost gazde, iar echipele care au extras numerele 9-16 au fost oaspete. Câștigătoarele partidelor au avansat în sferturile de finală.
În urma extragerii au rezultat următoarele meciuri:
| 27 aprilie 2016 DigiSport221:00 | Corona Brașov | 29 - 33 | CSM București | Sala Sporturilor Dumitru Popescu Colibași, Brașov Arbitri: Năstase, Stancu |
| 27 aprilie 2016 DigiSport221:00 | Zamfir 9      | (12-16) | Gulldén 11    | Sala Sporturilor Dumitru Popescu Colibași, Brașov Arbitri: Năstase, Stancu |
| 27 aprilie 2016 DigiSport221:00 | [ Cronica]    |         |               | Sala Sporturilor Dumitru Popescu Colibași, Brașov Arbitri: Năstase, Stancu |

| 27 aprilie 2016 DigiSport218:00 | CSM Ploiești | 27 - 29 | HCM Baia Mare | Sala Sporturilor Olimpia, Ploiești Asistență: 1.000 Arbitri: Băducu, Voicu |
| 27 aprilie 2016 DigiSport218:00 | Dmitrović 7  | (15-18) | Abbingh 8     | Sala Sporturilor Olimpia, Ploiești Asistență: 1.000 Arbitri: Băducu, Voicu |
| 27 aprilie 2016 DigiSport218:00 | 1×           | Cronica | 6×            | Sala Sporturilor Olimpia, Ploiești Asistență: 1.000 Arbitri: Băducu, Voicu |

| 27 aprilie 2016 18:00 | CSU Danubius Galați | 16 - 33 | HCM Roman | Sala Siderurgistul, Galați Arbitri: Bontea, Pavel |
| 27 aprilie 2016 18:00 | Artean 8            | (5-19)  |           | Sala Siderurgistul, Galați Arbitri: Bontea, Pavel |
| 27 aprilie 2016 18:00 | Cronica             |         |           | Sala Siderurgistul, Galați Arbitri: Bontea, Pavel |

| 27 aprilie 2016 17:00 | CSM Unirea Slobozia | 32 - 22 | CS Măgura Cisnădie | Sala Sporturilor, Slobozia Arbitri: Blas, Ghiorghișor |
| 27 aprilie 2016 17:00 | (16-14)             |         |                    | Sala Sporturilor, Slobozia Arbitri: Blas, Ghiorghișor |
| 27 aprilie 2016 17:00 | [ Cronica]          |         |                    | Sala Sporturilor, Slobozia Arbitri: Blas, Ghiorghișor |

| 27 aprilie 2016 18:00 | SCM Craiova | 35 - 25 | „U” Alexandrion Cluj | Sala Polivalentă, Craiova Arbitri: Florescu, Stoia |
| 27 aprilie 2016 18:00 | Horobeț 7   | (17-16) | Chintoan 6           | Sala Polivalentă, Craiova Arbitri: Florescu, Stoia |
| 27 aprilie 2016 18:00 | 3×          | Cronica | 2×                   | Sala Polivalentă, Craiova Arbitri: Florescu, Stoia |

| 27 aprilie 2016 18:00 | HC Dunărea Brăila | 28 - 25 | HCM Râmnicu Vâlcea | Sala Polivalentă „Danubius”, Brăila Arbitri: Drăgănescu, Eremia |
| 27 aprilie 2016 18:00 | Apetrei 7         | (10-12) | Vădineanu 6        | Sala Polivalentă „Danubius”, Brăila Arbitri: Drăgănescu, Eremia |
| 27 aprilie 2016 18:00 | Cronica           |         |                    | Sala Polivalentă „Danubius”, Brăila Arbitri: Drăgănescu, Eremia |

| 27 aprilie 2016 18:00 | HC Alba Sebeș | 35 - 36 | HC Zalău | Sala Sporturilor „Florin Fleseriu”, Sebeș Arbitri: Gurbina, Stanciu |
| 27 aprilie 2016 18:00 | (15-19)       |         |          | Sala Sporturilor „Florin Fleseriu”, Sebeș Arbitri: Gurbina, Stanciu |
| 27 aprilie 2016 18:00 | [ Cronica]    |         |          | Sala Sporturilor „Florin Fleseriu”, Sebeș Arbitri: Gurbina, Stanciu |

| 27 aprilie 2016 17:00 | CSM Bistrița | 28 - 34 | CS Rapid București | Sala Polivalentă, Bistrița Asistență: 700 Arbitri: Băban, Marta |
| 27 aprilie 2016 17:00 | Chirilă 16   | (13-17) |                    | Sala Polivalentă, Bistrița Asistență: 700 Arbitri: Băban, Marta |
| 27 aprilie 2016 17:00 | Cronica      |         |                    | Sala Polivalentă, Bistrița Asistență: 700 Arbitri: Băban, Marta |

Programul oficial al optimilor a fost anunțat în luna aprilie.

### Sferturile de finală
Sferturile de finală s-au desfășurat pe 11 mai 2016. Tragerile la sorți au avut loc pe 4 mai 2016, similar cu cele pentru optimile de finală. Echipele au tras la sorți numerele de la 1 la 8, iar partidele s-au jucat după cum urmează: între numerele 1–8, 2–7, 3–6 și 4–5. Echipele care au extras numerele de la 1-4 au fost gazde, iar echipele care au extras numerele 5-8 au fost oaspete. Câștigătoarele partidelor au avansat în Final Four.
| 10 mai 2016 19:30 | HCM Baia Mare          | 34 - 19 | HC Zalău | Sala Sporturilor Lascăr Pană, Baia Mare Arbitri: Năstase, Stancu |
| 10 mai 2016 19:30 | do Nascimento, Marin 5 | (17-9)  | Rob 6    | Sala Sporturilor Lascăr Pană, Baia Mare Arbitri: Năstase, Stancu |
| 10 mai 2016 19:30 | 2×                     | Cronica | 3×       | Sala Sporturilor Lascăr Pană, Baia Mare Arbitri: Năstase, Stancu |

| 11 mai 2016 18:00 | SCM Craiova | 23 - 28 | HCM Roman | Sala Polivalentă, Craiova Arbitri: Stark, Ștefan |
| 11 mai 2016 18:00 | Băbeanu 8   | (12-13) | Glibko 11 | Sala Polivalentă, Craiova Arbitri: Stark, Ștefan |
| 11 mai 2016 18:00 | 1×          | Cronica |           | Sala Polivalentă, Craiova Arbitri: Stark, Ștefan |

| 11 mai 2016 18:00 | HC Dunărea Brăila | 28 - 21 | CSM Unirea Slobozia | Sala Polivalentă „Danubius”, Brăila Arbitri: Doană, Gociu |
| 11 mai 2016 18:00 | Horjea 7          | (15-12) | Predoi 6            | Sala Polivalentă „Danubius”, Brăila Arbitri: Doană, Gociu |
| 11 mai 2016 18:00 | Cronica           |         |                     | Sala Polivalentă „Danubius”, Brăila Arbitri: Doană, Gociu |

| 13 mai 2016 DigiSport118:00 | CS Rapid București | 30 - 45   | CSM București                       | Sala Rapid, București Arbitri: Babău, Roibu |
| 13 mai 2016 DigiSport118:00 |                    | (15 - 22) | Curea, Jørgensen, Martín, Vărzaru 6 | Sala Rapid, București Arbitri: Babău, Roibu |
| 13 mai 2016 DigiSport118:00 | Cronica            |           |                                     | Sala Rapid, București Arbitri: Babău, Roibu |

### Final4
Formatul final cu patru echipe a avut loc pe 20-21 mai 2016. Distribuția în semifinale s-a decis similar cu cea pentru sferturile de finală, prin tragere la sorți. Echipele au tras la sorți numerele de la 1 la 4, iar partidele s-au jucat după cum urmează: între numerele 1–4 și 2–3. Câștigătoarele partidelor au jucat apoi un meci pentru locurile I-II, iar învinsele un meci pentru locurile III-IV. Tragerea la sorți a fost organizată pe 16 mai 2016, de la ora 11:00, la sediul Federației Române de Handbal.
Locul de desfășurare a Final4 ar fi trebuit inițial să fie Sala Sporturilor Lascăr Pană din Baia Mare, însă primăria orașului a trimis către FRH adresa 18479 din 3 mai 2016, prin care își declina oferta de a organiza faza finală a Cupei României. Drept urmare, FRH a anunțat, pe 9 mai 2016, că gazda Final4 va fi Sala Polivalentă din Cluj-Napoca.
Biletele au costat între 15 și 30 de lei, în funcție de categorie, și fost puse în vânzare de agențiile specializate. Începând de vineri, 20 mai, ora 11:00, ele au fost disponibile și la casele de bilete ale Sălii Polivalente din Cluj.

### Semifinalele
| 20 mai 2016 DigiSport217:00 | HCM Baia Mare | 25 - 26 | CSM București           | Sala Polivalentă, Cluj-Napoca Arbitri: Florescu, Stoia |
| 20 mai 2016 DigiSport217:00 | Abbingh 6     | (12-11) | Curea, Gulldén, Manea 5 | Sala Polivalentă, Cluj-Napoca Arbitri: Florescu, Stoia |
| 20 mai 2016 DigiSport217:00 | 1× 3×         | Cronica | 2× 2×                   | Sala Polivalentă, Cluj-Napoca Arbitri: Florescu, Stoia |

| 20 mai 2016 DigiSport219:15 | HC Dunărea Brăila | 20 - 27 | HCM Roman | Sala Polivalentă, Cluj-Napoca Arbitri: Năstase, Stancu |
| 20 mai 2016 DigiSport219:15 | Apetrei 5         | (13-12) | Iuganu 8  | Sala Polivalentă, Cluj-Napoca Arbitri: Năstase, Stancu |
| 20 mai 2016 DigiSport219:15 | 5× 3×             | Cronica | 3× 3×     | Sala Polivalentă, Cluj-Napoca Arbitri: Năstase, Stancu |

### Finala mică
| 21 mai 2016 15:30 | HCM Baia Mare | 34 - 25 | HC Dunărea Brăila | Sala Polivalentă, Cluj-Napoca Arbitri: Badiu, Barbu |
| 21 mai 2016 15:30 | Abbingh 10    | (13-14) | Udriștoiu 7       | Sala Polivalentă, Cluj-Napoca Arbitri: Badiu, Barbu |
| 21 mai 2016 15:30 | Cronica       |         |                   | Sala Polivalentă, Cluj-Napoca Arbitri: Badiu, Barbu |

### Finala
| 21 mai 2016 DigiSport218:00 | CSM București | 32 - 24    | HCM Roman | Sala Polivalentă, Cluj-Napoca Arbitri: Din, Dinu |
| 21 mai 2016 DigiSport218:00 | Vărzaru 6     | (15-13)    | Glibko 11 | Sala Polivalentă, Cluj-Napoca Arbitri: Din, Dinu |
| 21 mai 2016 DigiSport218:00 | 5× 4×         | [ Cronica] | 7× 3× 1×  | Sala Polivalentă, Cluj-Napoca Arbitri: Din, Dinu |

## Schemă
| Optimile de finală 27 aprilie 2016 | Optimile de finală 27 aprilie 2016 | Optimile de finală 27 aprilie 2016 |  |  | Sferturile de finală 10-13 mai 2016 | Sferturile de finală 10-13 mai 2016 | Sferturile de finală 10-13 mai 2016 |  |  | Semifinalele 20 mai 2016 | Semifinalele 20 mai 2016 | Semifinalele 20 mai 2016 |  |              | Finala 21 mai 2016 | Finala 21 mai 2016 | Finala 21 mai 2016 |
|                                    |                                    |                                    |  |  |                                     |                                     |                                     |  |  |                          |                          |                          |  |              |                    |                    |                    |
| J2                                 | CSM Ploiești                       | 27                                 |  |  |                                     |                                     |                                     |  |  |                          |                          |                          |  |              |                    |                    |                    |
| J2                                 | HCM Baia Mare                      | 29                                 |  |  | CJ2                                 | HCM Baia Mare                       | 34                                  |  |  |                          |                          |                          |  |              |                    |                    |                    |
| J7                                 | HC Alba Sebeș                      | 35                                 |  |  | CJ7                                 | HC Zalău                            | 19                                  |  |  |                          |                          |                          |  |              |                    |                    |                    |
| J7                                 | HC Zalău                           | 36                                 |  |  |                                     |                                     |                                     |  |  | CSf1                     | HCM Baia Mare            | 25                       |  |              |                    |                    |                    |
| J8                                 | CSM Bistrița                       | 28                                 |  |  |                                     |                                     |                                     |  |  | CSf4                     | CSM București            | 26                       |  |              |                    |                    |                    |
| J8                                 | Rapid București                    | 34                                 |  |  | CJ8                                 | Rapid București                     | 30                                  |  |  |                          |                          |                          |  |              |                    |                    |                    |
| J1                                 | Corona Brașov                      | 29                                 |  |  | CJ1                                 | CSM București                       | 45                                  |  |  |                          |                          |                          |  |              |                    |                    |                    |
| J1                                 | CSM București                      | 33                                 |  |  |                                     |                                     |                                     |  |  |                          |                          |                          |  |              | CSF1               | CSM București      | 32                 |
| J6                                 | HC Dunărea Brăila                  | 28                                 |  |  |                                     |                                     |                                     |  |  |                          |                          |                          |  |              | CSF1               | HCM Roman          | 24                 |
| J6                                 | HCM Rm. Vâlcea                     | 25                                 |  |  | CJ6                                 | HC Dunărea Brăila                   | 28                                  |  |  |                          |                          |                          |  |              |                    |                    |                    |
| J4                                 | Unirea Slobozia                    | 32                                 |  |  | CJ4                                 | Unirea Slobozia                     | 21                                  |  |  |                          |                          |                          |  |              |                    |                    |                    |
| J4                                 | Măgura Cisnădie                    | 22                                 |  |  |                                     |                                     |                                     |  |  | CSf3                     | HC Dunărea Brăila        | 20                       |  |              |                    |                    |                    |
| J5                                 | SCM Craiova                        | 35                                 |  |  |                                     |                                     |                                     |  |  | CSf2                     | HCM Roman                | 27                       |  |              |                    |                    |                    |
| J5                                 | „U” Alexandrion Cluj               | 25                                 |  |  | CJ5                                 | SCM Craiova                         | 23                                  |  |  |                          |                          |                          |  | Locurile 3-4 | Locurile 3-4       | Locurile 3-4       |                    |
| J3                                 | CSU Danubius Galați                | 16                                 |  |  | CJ3                                 | HCM Roman                           | 28                                  |  |  |                          |                          |                          |  |              | ÎSF1               | HCM Baia Mare      | 34                 |
| J3                                 | HCM Roman                          | 33                                 |  |  |                                     |                                     |                                     |  |  |                          |                          |                          |  |              | ÎSF2               | HC Dunărea Brăila  | 25                 |

#### Legendă
J1-8 = joc 1-8;
CJ1-8 = câștigătoarea jocului 1-8;
CSf1-4 = câștigătoarea sfertului de finală 1-4;
CSF1-2 = câștigătoarea semifinalei 1-2;
ÎSF1-2 = învinsa semifinalei 1-2;